# WinPenPack
winPenPack es una suite de aplicaciones portables y de código abierto para Microsoft Windows. Las aplicaciones se han modificado para ejecutarse directamente desde una unidad USB (o cualquier otro dispositivo de almacenamiento extraíble) sin necesidad de instalación previa. Los programas se pueden descargar individualmente o agruparse en suites.

## Historia
El creador, Danilo Leggieri, puso el sitio de winPenPack en línea el 23 de noviembre de 2005. El proyecto y la comunidad asociada creció rápidamente. Desde esa fecha, se lanzaron 15 nuevas versiones y cientos de aplicaciones portátiles de código abierto. 
El sitio web se encuentra alojado en SourceForge. El sitio actualmente aloja varios proyectos creados y sugeridos por los miembros del foro, y también se utiliza para el informe de errores y sugerencias. Una comunidad próspera de usuarios está contribuyendo activamente al crecimiento del proyecto. 

## Características

### Software portátil
Todas las aplicaciones disponibles son portátiles:
- No requieren instalación
- Pueden ser ejecutado de cualquier USB o cualquier otro dispositivo extraíble.
- No dejan ratros en el registro de Windows o en las carpetas del usuario.
- No generan conflictos con los programas instalados en el PC.

### X-Launcher
Las aplicaciones han sido modificados para ser ejecutados como aplicaciones. "X-Launcher" es una aplicación concreta que ejecuta otras aplicaciones en "modo portátil" recreando el entorno operativo original.